# Gertruda Šašková

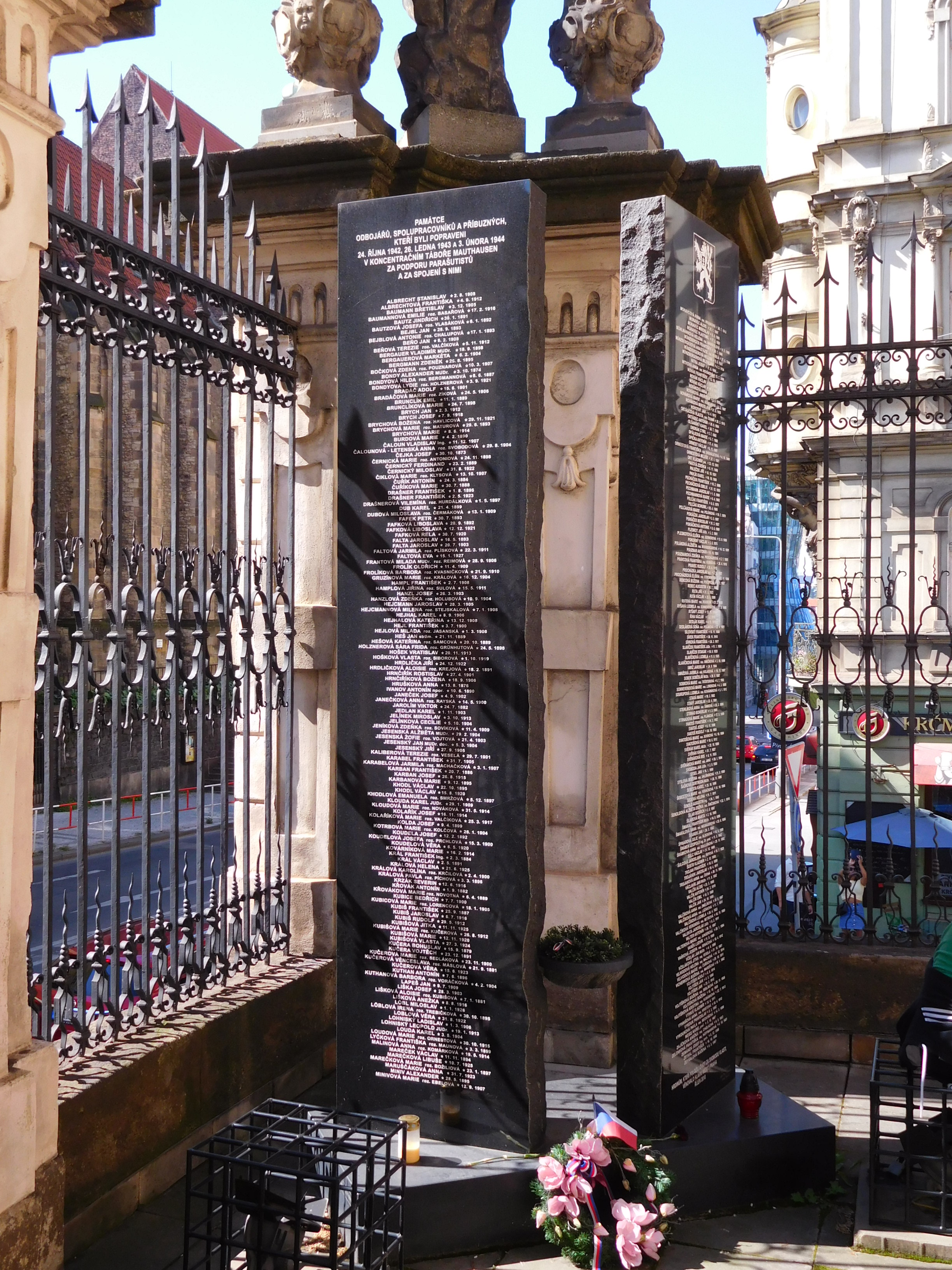
Pomník odbojářům popraveným a umučeným v souvislostí s operací Anthropoid (Resslova ulice)

Gertruda Šašková někdy uváděna jako Gerta Šašková (20. listopadu 1896, Březno u Loun – 24. října 1942, Koncentrační tábor Mauthausen) byla středoškolská profesorka a historička a česká odbojářka z období druhé světové války popravená nacisty.

## Život

### Rodina, studia, zájmy
Gertruda Šašková se narodila 20. listopadu 1896 v Březně u Loun do smíšené českoněmecké rodiny, ale vždy se hlásila k české národnosti. Jejím otcem byl ředitel cukrovaru ve výslužbě Jindřich Šašek, matkou Gertruda Šašková. Po středoškolských studiích na gymnáziu Krásnohorská v Praze byla přijata k vysokoškolskému studiu. V letech 1920 až 1924 studovala na Filozofické fakultě Univerzity Karlovy v Praze. Hlavní rigorózní zkoušku (předmět: všeobecné dějiny, české dějiny) složila 29. září 1924; vedlejší rigorózní zkoušku (předmět: filozofie) pak 15. prosince 1924. Téma její dizertační práce bylo: „Jednota a konsistoř podobojí“. Titul doktorky filozofie jí byl udělen 20. prosince 1924. Po skončení vysokoškolských studií pracovala jako středoškolská profesorka (vyučovala zeměpis a dějepis). Již v době studií se přátelila s lidmi z Obrodného hnutí československého studentstva. Z tohoto hnutí později přešla do tzv. Akademické YMCA. Gertruda Šašková se účastnila přednášek, diskuzí a konferencí, které Akademická YMCA pořádala a také se angažovala v Jednotě českobratrské. (Byla členkou sboru Jednoty českobratrské na pražském Žižkově.) Odtud pramenil i její zájem o dějiny Jednoty českobratrské (viz. její publikační činnost). (Někdy publikovala pod pseudonymem Kateřina Kalašová.) Život Gertrudy Šaškové byl naplněn péčí o matku, která dlouhá léta umírala na rakovinu. Kromě toho pečovala Gertruda o své dva těžce mentálně postižené bratry. Zdravotní stav Gertrudy Šaškové byl poznamenán taktéž rakovinou a proto si ve zbytku života přála posloužit nějakému smysluplnému cíli. Ten nalezla v účasti v domácím odboji.

### Odbojové aktivity
Po nastolení protektorátu se zapojila do řad členů domácího protiněmeckého odboje. Spolupracovala převážně s tajemníkem Akademické YMCA JUDr. Jaroslavem Valentou – členem ilegální organizace Ústřední vedení odboje domácího (ÚVOD); také s dr. Miloslavem Kohákem (otec českého filozofa a publicisty Erazima Václava Koháka); bratry Plecháčkovými a s ThDr. Jaroslavem Šimsou (spoluzakladatelem odbojové organizace PVVZ). Gertruda Šašková se zapojila do podpory parašutistů, odbojářů a lidí, žijících v ilegalitě a také se stala jedním článkem řetězu osob souvisejících s ukrýváním uprchlého britského letce a válečného zajatce majora Ronalda Littledalea.
Tomuto letci pomáhali během ukrývání také Zdenka Paková, manželé Markéta a Vladimír Bergauerovi a manželé Marie a Emil Brunclíkovi. Major Ronald Littledale se od Zdenky Pakové přemístil k manželům Bergauerovým a Vladimír Bergauer s pomocí svých přátel zorganizoval jeho útěk do Švýcarska. Na cestě do Švýcarska doprovázela Ronalda Littledalea dne 15. května 1942 až do Vimperka právě Gertruda Šašková. Přechod hranice mezi Rakouskem a Švýcarskem se ale nezdařil a při zpáteční cestě byl Littledale na nádraží ve Vimperku zatčen. Německá policie vystopovala i jeho doprovod – Gertrudu Šaškovou. Ta byla během druhé heydrichiády dne 18. června 1942 zatčena ve svém bytě. Littledale po zadržení během zostřených výslechů prozradil jména svých ukrývatelů.

### Zatýkání, věznění, výslechy, soud, ...
Gertruda Šašková byla vyslýchána v hlavní úřadovně pražského gestapa – Petschkově paláci, kde byla též konfrontována s některými dalšími odbojáři, kteří se podíleli na skrývání majora Littledalea (ti byli zatčeni až 30. června 1942) Gertruda Šašková se snažila ve vyšetřovatelích vzbudit dojem, že za touto akcí stála především ona a tím chtěla převzít hlavní podíl viny na svoji osobu. V Praze byla vězněna na Pankráci a odtud pak byla přemístěna do Malé pevnosti Terezín (MPT). V nepřítomnosti byla odsouzena německým mimořádným stanným soudem k trestu smrti. Následně byla (22. října 1942) deportována z MPT do KT Mauthausen, kde byla zastřelena (ve věku 45 let) ranou do týla při fingované zdravotní prohlídce dne 24. října 1942 v 9.16.

## Připomínky
- Její jméno (Šašková Gertruda MUDr. * 20. 11. 1896) je uvedeno na pomníku při pravoslavném chrámu svatého Cyrila a Metoděje (adresa: Praha 2, Resslova 9a). Pomník byl odhalen 26. ledna 2011 a je součástí Národního památníku obětí heydrichiády.[2][3][9]
- Pamětní deska na budově gymnázia v Jaroměři, kde Gertruda Šašková pracovala v době, než byla přeložena do Prahy.[9]
- Její jméno (PHDR. ŠAŠKOVÁ GERTRUDA 20.11.1896-3.7.1942) je i na pomníku obětem druhé světové války v parku u divadla v Jaroměři (zde je ale uvedeno špatné datum úmrtí – 3. 7. 1942)[9][14] Památník věnovaný Obětem 2. světové války je v parkové části města Jaroměř naproti divadlu a jeho budování započalo v roce 1979; slavnostně odhalen byl 6. listopadu 1981.[14][p. 3]

## Publikační aktivity
- Šašková, Gerta. Jednota bratrská a konsistoř podobojí v době administrátorství Václava Korandy. In: Věstník Královské české společnosti nauk. Třída filosoficko-historicko-jazykozpytná. číslo 1, (1925 (vydáno 1926)), strany 1-86.
- ŠAŠKOVÁ, Gerta. Mimi a Mařena. V Praze: Křesťanský spolek mladíků v Čechách, 1938. 55 - (I) s. Knihovna mladých Světélka; Svazek 27.[18]